# Wilhelm Ehlers (Sänger)
Wilhelm Ehlers (1774 in Hannover – 29. November oder 1. Dezember 1845 in Mainz) war ein deutscher Theaterschauspieler, Opernsänger (Tenor), Theaterintendant und -regisseur.

## Leben
Ehlers war nach Eisenberg ein Autodidakt und begann seine Laufbahn im Jahr 1796. 
Von 1798/99 bis zum 31. Dezember 1800 war er am Theater Hamburg, gemeinsam mit seiner Frau, der Schauspielerin Christiane Ehlers, geb. Knocke, tätig. Von 1801 bis 1805 war das Schauspielerehepaar am Weimarer Hoftheater unter Johann Wolfgang von Goethes Leitung beschäftigt, der ebenso wie Friedrich Schiller den Schauspieler Ehlers sehr schätzte.
1804 veröffentlichte er eigene Kompositionen nach Texten Goethes unter dem Titel Deutsche Gesänge mit Begleitung der Chitarra oder des Claviers.
Im Juni/Juli 1805 hatte er Gastspielauftritte in Berlin, ehe er am 8. November 1805 an der Hofoper Wien debütierte. Dort blieb er bis 1811. Seine zweite Frau Louise Ehlers, geb. Jonas, Sängerin, verstarb im Alter von 22 Jahren am 19. Oktober 1812 (vermutlich im Zusammenhang mit der Geburt ihrer Tochter Louise). Der Grund für das Ende der ersten Ehe (Scheidung, oder Tod?) ist unbekannt.
1813/14 war er am Kärntnertortheater in Wien und debütierte dann am 28. September 1814 am Theater in Breslau. Dort arbeitete er auch als Opernregisseur. Vom Herbst 1815 bis April 1816 war am Ständetheater in Prag. Er rivalisierte dort mit Carl Maria von Weber um die Gunst der Schauspielerin Caroline Brandt.
Es folgte eine längere Gastspielreise, u. a. trat Ehlers an den Theatern in Darmstadt (September/Oktober 1816), in Frankfurt/Main (Oktober/November 1816), bei der Gesellschaft von Joseph Seconda in Leipzig (Dezember 1816 bis Februar 1817), in Bremen (1816), in Hamburg (März 1817), am Theater an der Wien in Wien (Juli 1817) sowie wieder in Leipzig (Oktober 1817) auf.
Im November/Dezember 1817 wirkte er mit seiner dritten Ehefrau Minna Ehlers (eigentlich Sophie Wilhelmine Karoline, geb. Barlow, um 1798–1875). Während Minna Ehlers am Hoftheater in Weimar 1817/18 engagiert war, wurde ihr gemeinsamer Sohn Wolfgang Ehlers geboren. Taufpate am 22. Februar 1818 war Goethe. Vom Frühjahr 1819 bis Ostern 1820 arbeitete er erneut als Opernregisseur am Theater Breslau. Nach einer Zwischenstation im Mai 1820 als Gast am Hoftheater Wien 
wurde er Intendant der königlichen Theater in Budapest. Im März 1822 gab er ein Konzert in Wien mit seiner damals 10-jährigen Tochter Louise. Ein Bühnenunfall zwang ihn 1823 zu einer Pause.
Im Januar/Februar 1823 reiste er mehrfach zwischen Wien und Pressburg hin und her und besuchte dabei auch Beethoven in Wien. Danach war er bis Herbst 1823 am Ständischen Theater in Graz. Ab August 1824 wurde er als Opernregisseur und Gesangslehrer ans neugegründete Königsstädtische Theater in Berlin engagiert. Von August 1825 bis Mai 1826 war er Opernregisseur am Theater Magdeburg, seine Tochter Louise war zu dieser Zeit dort ebenfalls tätig.
Am 22. Mai 1826 reiste er mit seiner Tochter (die dort ebenfalls auftreten sollte) nach Mannheim und war dann von Juli 1826 bis Juni 1827 Regisseur und Gesangslehrer am Theater Mannheim. Während dieser Zeit bearbeitete er mit Einwilligung Beethovens dessen Musik zum Festspiel Die Weihe des Hauses zur einaktigen Oper Simson um und bot dieses Werk im Juni 1827 dem Verlag Schott an.
Wahrscheinlich lebte er weiter mit seiner Tochter, die anschließend am Theater Danzig (1827/28?), am Hoftheater Stuttgart (1828/29) sowie, nach Gastspielen im November/Dezember 1829, am Hoftheater Kassel (1830/31) tätig war.
Laut Eisenberg hatte er sich ab 1824 für mehrere Jahre völlig von der Bühne zurückgezogen, „bis seine Ersparnisse gänzlich aufgezehrt waren“, und übernahm dann 1831 die Regie der Frankfurter Oper, die er 1834 wieder verlassen habe, ohne in Frankfurt als Sänger aufgetreten zu sein. Eisenberg nennt als Ehlers’ letzte berufliche Station die Direktion des Mainzer Theaters, die er sich mit Clemens Remie geteilt und 1835 aufgegeben habe.
1831 wurde er Regisseur am Theater in Frankfurt am Main. Im Frühjahr 1833 hielt er sich in London auf. 1834 übernahm er gemeinsam mit Clemens Remie die Intendanzen in Mainz und Wiesbaden.
Von April bis Juni 1838 war er unter Direktor Amadeus Müller an den Theatern in Koblenz und Trier, von Oktober 1838 bis Januar 1839 unter Franz Andreas Eisenhut am Theater in Trier. Ab 1839 bis 1845 in Mainz war er als Professor für Gesang und Deklamation tätig. Als er gegen Ende seines Lebens erkrankte, unterstützte ihn sein Freund Giacomo Meyerbeer finanziell.
Ehlers schrieb auch Bühnenstücke und hat sich (allerdings erfolglos) als Theaterunternehmer in Ungarn und Holland versucht. Zu seinen Schülern zählten angeblich auch Franz Wild und Josef Staudigl.